# Laminacauda grata
Laminacauda grata är en spindelart som beskrevs av Alfred Frank Millidge 1991. Laminacauda grata ingår i släktet Laminacauda och familjen täckvävarspindlar.
Artens utbredningsområde är Colombia. Inga underarter finns listade i Catalogue of Life.